# 靜靜的頓河號列車

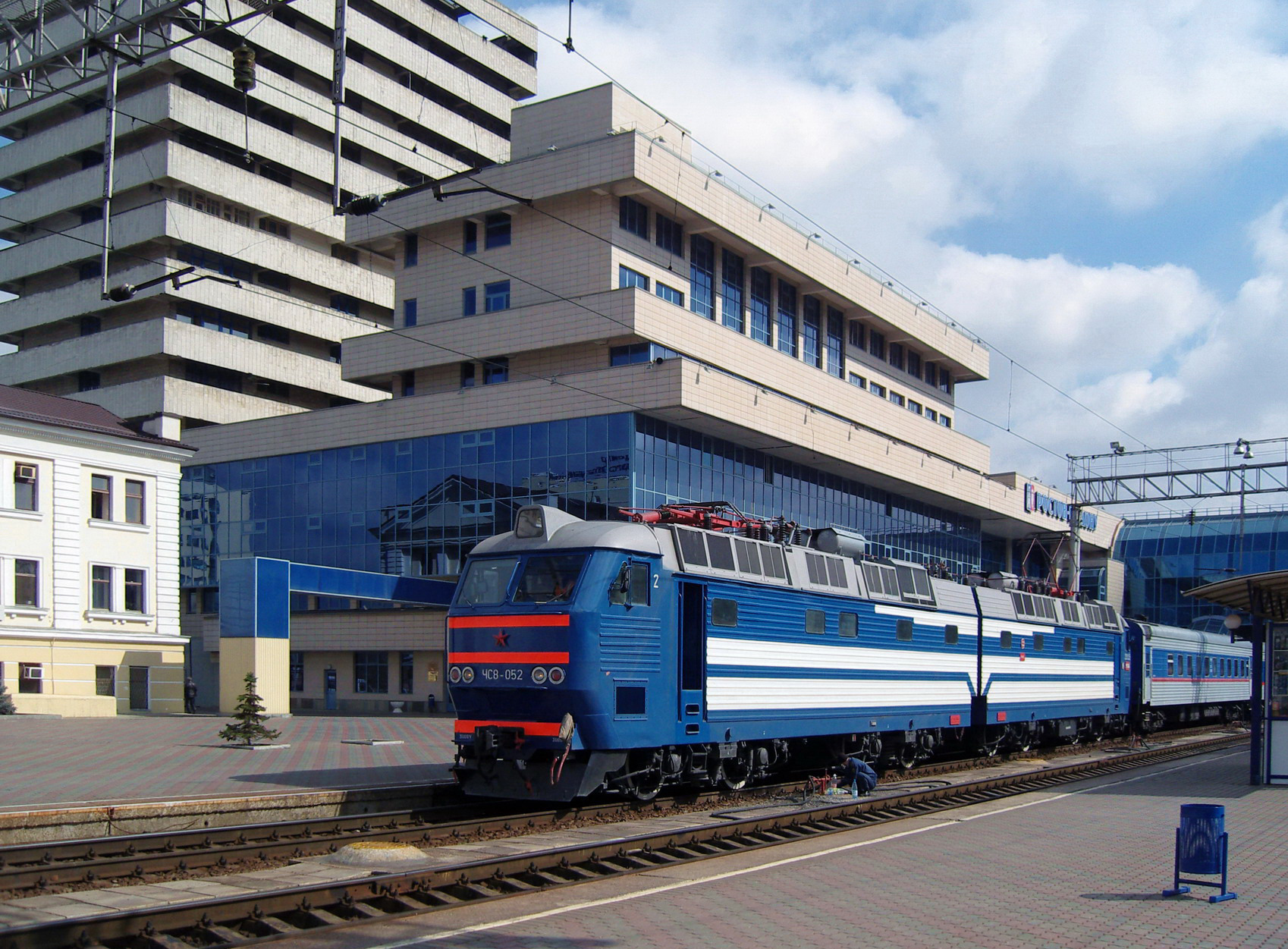
停靠於頓河畔羅斯托夫車站的靜靜的頓河列車，本務機車為ChS8

靜靜的頓河列車（俄语：Ти́хий Дон，編號019С/020С，前編號019/020）是來往俄羅斯首都莫斯科和南部主要城市頓河畔羅斯托夫之間的鐵路列車。1966年開始營運。

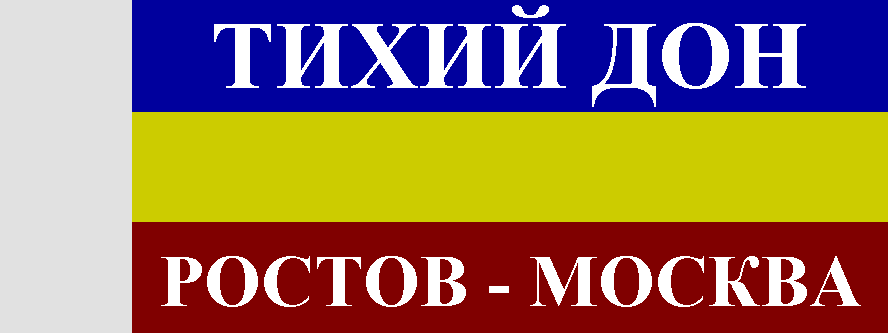
靜靜的頓河

行車時間約十九小時。